# Retur (bok)
Retur är en bok av den svenske konstnären Mats Åkerman om Rocco och hans resa genom ett fantasiland. Boken är illustrerad med författarens egna målningar och med skisser på kartan. Boken är från 2003. (ISBN 91-7203-511-0) Uppföljaren A la prima utkom 2010 på Bokförlaget Atlantis.